# Allan Lindberg
Pour les articles homonymes, voir Lindberg.
John Allan Lindberg (né le 21 juin 1918 à Fagersta, mort le 2 mai 2004 à Garphyttan) est un athlète suédois, spécialiste du saut à la perche.

## Biographie
Il remporte la médaille d'or des Championnats d'Europe de 1946, à Oslo, en devançant avec un saut à 4,17 m le Soviétique Nikolay Ozolin et le Tchécoslovaque Jan Bém. Il se classe douzième des Jeux olympiques de 1948.
Son record personnel, établi le 20 septembre 1946 à Prague, est de 4,20 m.

### Palmarès
| Date | Compétition           | Lieu    | Résultat | Marque |
| ---- | --------------------- | ------- | -------- | ------ |
| 1946 | Championnats d'Europe | Oslo    | 1er      | 4,17 m |
| 1948 | Jeux olympiques       | Londres | 12e      | 3,95 m |

### Records
| Épreuve          | Performance | Lieu   | Date              |
| ---------------- | ----------- | ------ | ----------------- |
| Saut à la perche | 4,20 m      | Prague | 20 septembre 1946 |